# Emil Oskar Richter
Emil Oskar Richter (también escrito como Emil Oscar Richter) (25 de julio de 1841 - 16 de junio de 1905) fue un industrial alemán, fundador de la compañía E. O. Richter, uno de los más prestigiosos fabricantes de compases durante buena parte del siglo XX.

## Semblanza
|  |  |

Richter nació en la localidad de Schlettau (montes Metálicos). En 1875 fundó la empresa E. O. Richter en la ciudad alemana de Chemnitz (Sajonia), que llegaría a convertirse en el mayor fabricante de instrumentos de dibujo del mundo.
Registró patentes de sus diseños de compases y de plumas de rotulación; destacando entre sus invenciones un compás para rotular círculos muy pequeños (conocido coloquialmente en español como bigotera loca) y un ingenioso dispositivo mecánico para rotular líneas con distintos patrones. También se hicieron muy famosas sus cajas de "Instrumentos escolares Chemnitz".
Formado como relojero, Ritcher se dedicó inicialmente al diseño de instrumentos mecánicos de precisión, desde donde pasó a la fabricación de instrumentos de dibujo, introduciendo numerosas mejoras tanto en su diseño (añadiendo a los compases un segundo juego interior de articulaciones para aumentar su rigidez) como en los materiales utilizados (sustituyendo el bronce por la alpaca).
Richter falleció en Chemnitz en 1905. Sus restos están enterrados en la sepultura familiar del cementerio Städtischer Friedhof de Chemnitz.
La compañía E. O. Richter perduró con distintos nombres hasta 1992, tras más de un siglo de historia.

## Véase también

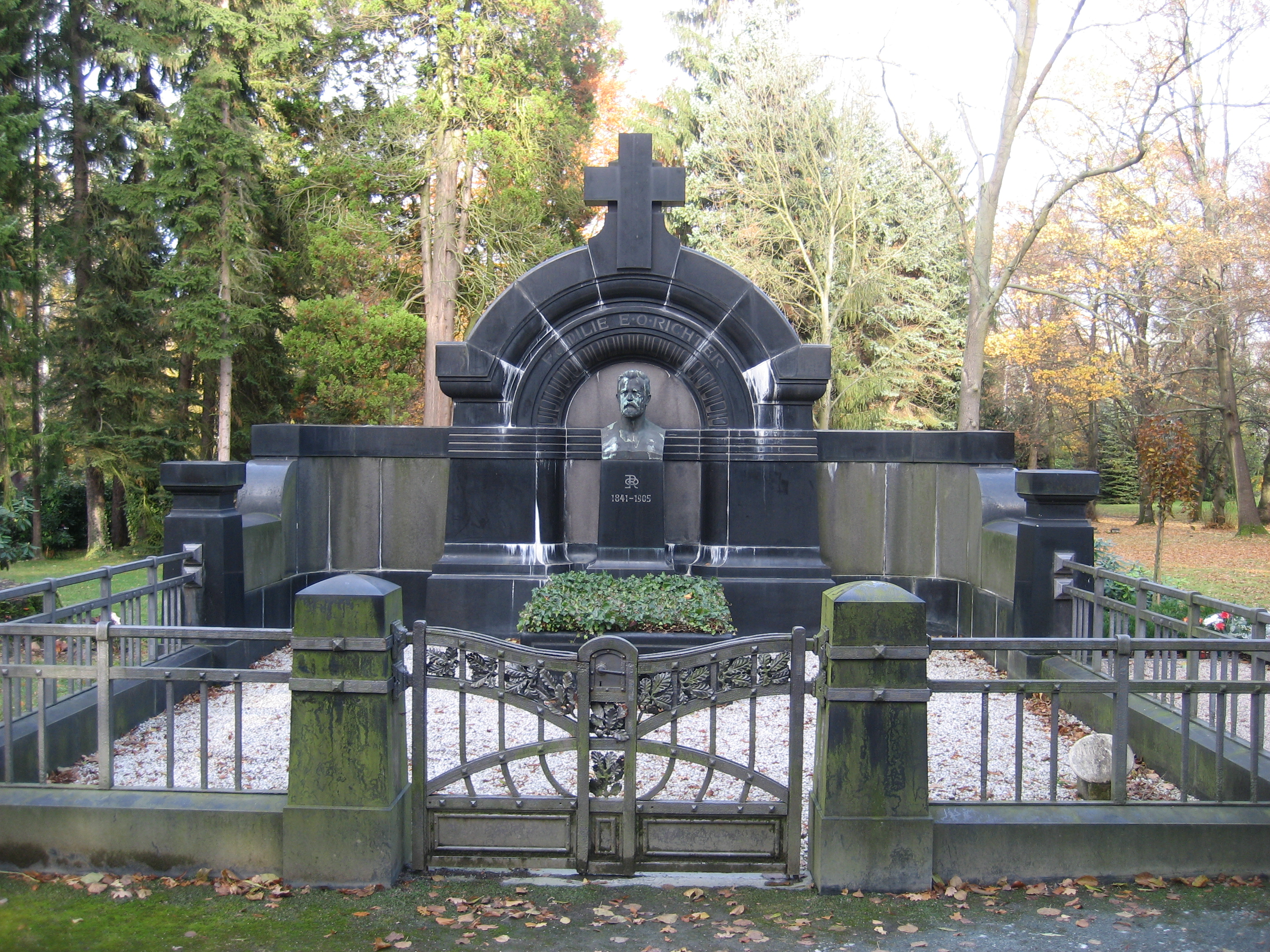
Sepultura de la familia de Emil Oskar Richter en el Städtischer Friedhof de Chemnitz